# Ordine dell'Educazione (Impero ottomano)
L'Ordine dell'Educazione (in ottomano: Ma'araf Nishani) fu un'onorificenza cavalleresca dell'Impero ottomano.

## Storia
L'onorificenza venne fondata dal sultano ottomano Mehmet V nel luglio del 1910 come ricompensa per ricompensare i cittadini ottomani che si fossero distinti personalmente nel campo dell'istruzione, delle arti e delle scienze.
L'ammissione all'ordine avveniva sempre dal cavalierato di III classe dopo la concessione del quale, passati cinque anni consecutivi di risultati eccezionali, si veniva promossi alla classe successiva, restituendo la classe inferiore, e così via, il che rendeva l'insignito eleggibile alla I classe dopo 20 anni. Tuttavia nessuna I classe venne mai assegnata in quanto l'Impero ottomano cadde nel 1918, prima del 1920, anno che avrebbe portato ai primi conferimenti di quel tipo. Nei primi anni dell'ordine, tuttavia, una serie di studiosi stranieri venne decorata direttamente con la I classe dell'ordine per meriti acquisiti sul campo.
L'ordine è stato successivamente concesso, in una forma leggermente modificata, anche dalla repubblica turca.

## Insegne
- La medaglia consisteva in una doppia ghirlanda intrecciata a forma di otto al centro della quale si trovava la firma calligrafica del sultano Mehmet V (tughra) inscritta in un tondo a smalti rossi sotto il quale si trovava una mezzaluna smaltata di bianco con all'interno le parole "scienza, conoscenza, belle arti" in caratteri arabi. Al culmine del tondo rosso si trovava una stella bianca a cinque punte. La III classe veniva portata sulla parte sinistra del petto, la II classe come la III era portata sul petto ed aveva in più una rosetta sul nastro; la I classe era portata al collo.

- Il nastro era bianco con una striscia rossa centrale.